# Trevor Brown
Trevor Brown (Brighton, 10 agosto 1959) è un disegnatore inglese.

## Biografia
Trevor Brown è un artista inglese che vive e lavora a Tokyo dai primi anni novanta.
Folgorato dal visionario mangaka Suehiro Maruo e dall'incontro con il pittore/fotografo francese Romain Slocombe, pioniere della medical art famoso per i disegni e le foto di donne giapponesi all'ospedale. Influenzato durante la gioventù da autori quali Georges Bataille e Donatien Alphonse François de Sade si arricchisce in seguito al trasferimento in Giappone con l'immaginario della pop culture giapponese, i fanatismi e le stravaganze estetiche delle giovani generazioni nipponiche.
Nelle sue opere ha sviluppato tematiche controverse, parafilie, pedofilia e BDSM
Affascinato dai lavori della moglie, costruttrice di bambole, Brown ha aggiunto tali creature ai soggetti dei suoi lavori.

## Opere
Trevor Brown ha pubblicato alcuni artbook:
- Evil, (1996)
- My Alphabet, (1999)
- Temple of Blasphemy, (1999)
- Forbidden Fruit, (2001)
- Medical Fun, (2001)
- Li'l Miss Sticky Kiss, (2004)
- Rubber Doll (2007)
- Crash Babies (2007)
- Trevor Brown's Alice (2010)

## Mostre
- 2010 "Time of Alice" (con Yuriko Yamayoshi), Bunkamura Gallery, Tokyo, Giappone
- 2007 "Babies Exhibition", Taco-che, Tokyo, Giappone
- 2007 "Rubber Doll", Subterraneans, Osaka, Giappone
- 2007 "Rubber Doll", Gallery Le Deco, Tokyo, Giappone
- 2005 "Sakura", Taco-che, Tokyo, Japan
- 2004 "Li'l Miss Sticky Kiss", Gallery Le Deco, Tokyo, Giappone
- 2004 "Valentine Fair", Taco-che, Tokyo, Giappone
- 2003 "Retrospective", Mondo Bizzarro Gallery, Bologna, Italia
- 2002 "New World" (con Keiti Ota), Merry Karnowski Gallery, Los Angeles
- 2001 "Medical Fun", Span Art Gallery, Tokyo, Giappone
- 2001 "Rope, Rapture and Bloodshed" (con Antoine Bernhart), Mondo Bizzarro Gallery, Bologna, Italia
- 2001 "Sexy Nurse", Taco-che, Tokyo, Giappone
- 1999 "My Alphabet", Merry Karnowski Gallery, Los Angeles
- 1998 "Trevor Brown and Toshio Saeki", Merry Karnowski Gallery, Los Angeles
- 1997 "Forbidden Fruit", Azzlo Gallery, Tokyo, Giappone
- 1997 "Japabon", Taco-che, Tokyo, Giappone
- 1996 "Evil Twin", NG Gallery, Tokyo, Giappone
- 1996 "Doll Hospital", Keibunsha Art Box, Kyoto, Giappone
- 1995 "Evil", NG Gallery, Tokyo, Giappone

Le opere di Trevor Brown sono apparse come copertine di album di alcune band, fra cui Deicide, Whitehouse, GG Allin, John Zorn, Kayo Dot, Venetian Snares ed altri.
Ha illustrato per Coup de Grace la pubblicazione de L'Anticristo di Friedrich Nietzsche.
In Italia i suoi artbook sono editi da Mondo Bizzarro, promuovente artisti underground.